# Дуборезац
Дуборезац је занатлија који се бави специфичном обрадом дрвета. Употребом ручног алата, од квалитетних врста дрвета дуборезац израђује иконе, иконостасе, намештај, сувенире, рамове за слике, орнаменте за намештај, али и друге радове по жељи наручиоца. Посао се не мора нужно обављати у радионици, али алат обавезно мора бити прилагођен поступку обраде дрвета. Данас постоји и машински дуборез. До финалног производа се долази кроз неколико фаза: припрема дрвета, цртање мустре, исецање контура тестерицом и саме израде. За израду се највише користе врсте дрвета које имају фину и равномерену структуру попут ораха, махагоније, липе, шљиве, храста, букве, јасена. Вековима је био активност монаха због чега се најстарији дуборези у Европи најчешће налазе у црквама и манастирима.